# 아메리카 산계

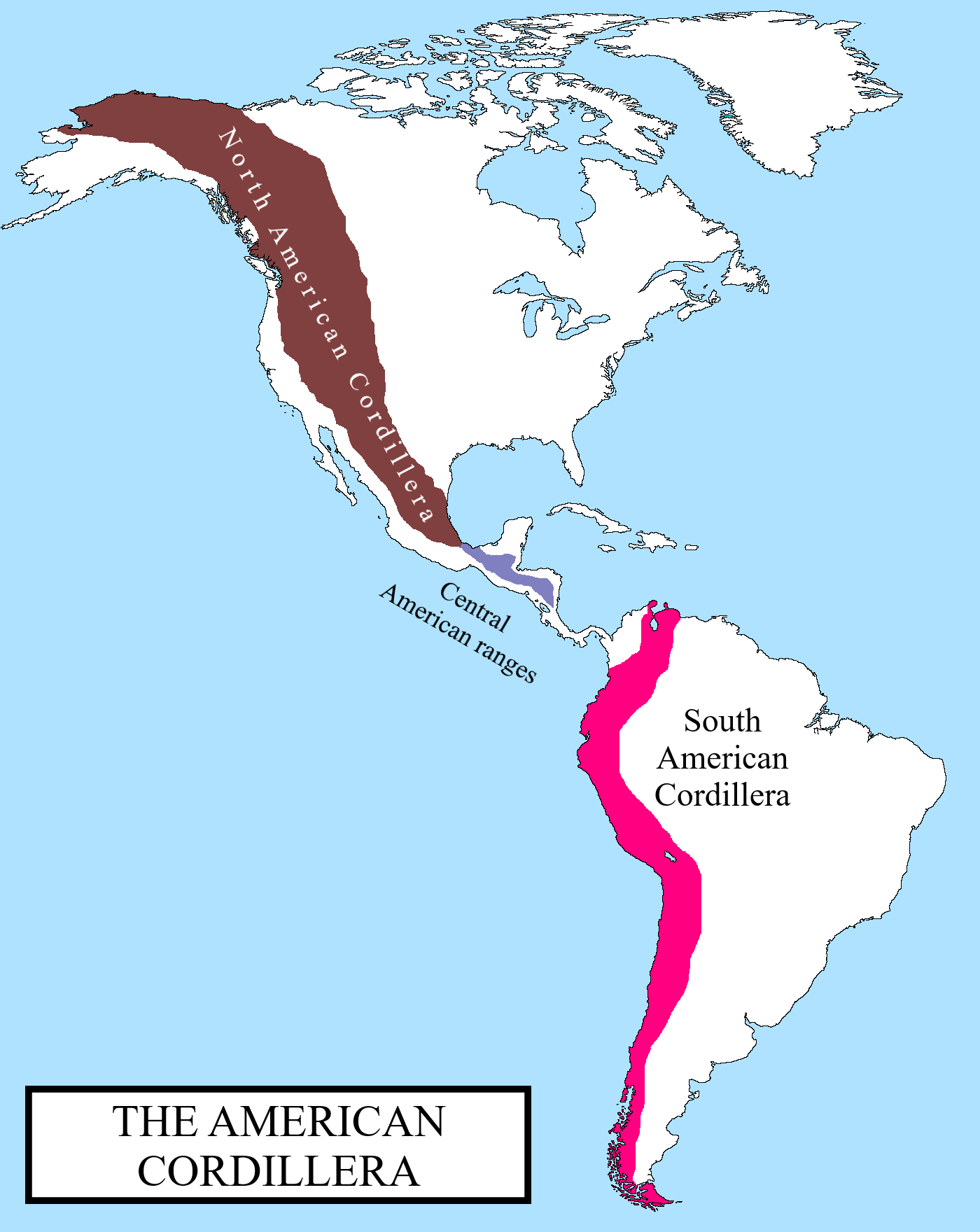
아메리카 산계

아메리카 산계(영어: American Cordillera) 또는 간단히 코르디예라(Cordillera)는 아메리카 대륙 서쪽을 종단하는 여러 산맥들이 줄지어 이루는 산계(山系)이다. 또한 환태평양 조산대의 동반부를 이루는 화산호(火山弧, volcanic arc)의 중추이기도 하다. 최고점은 아콩카과산(6,961m)이다.
크게 북아메리카 산계와 남아메리카 산계로 나눌 수 있다. 북아메리카 산계는 알래스카의 알래스카 산맥과 브룩스 산맥에서 시작하여, 캐나다 브리티시컬럼비아와 미국에서 로키 산맥의 중추부와 함께 이와 평행한 컬럼비아 산맥 및 산과 섬으로 이루어진 태평양 연안 산맥으로 이어지고, 미 서부에서 시에라 네바다와 캐스케이드 산맥, 그리고 다양한 태평양 연안 산맥을 거쳐 멕시코의 시에라 마드레 옥시덴탈 및 시에라 마드레 오리엔탈, 그리고 바하 칼리포르니아 반도의 중심 산맥에 이른다.
더 남쪽에서는 중앙아메리카의 여러 산맥이 남아메리카에서 거대한 안데스 산맥까지 이어진다. 안데스 산맥은 콜롬비아, 베네수엘라, 에콰도르, 페루, 볼리비아, 칠레의 영토를 지나 남아메리카 남단의 티에라델푸에고 섬에 다다른다. 이는 더 나아가 해저에서 스코샤해의 스코샤 열도를 따라 남극반도의 산맥까지 도달한다.

## 같이 보기
- 아메리카 대륙 분수령